# 切爾沃內庫特 (海辛區)
切爾沃內庫特（烏克蘭語：Червоний Кут）是烏克蘭的村落，位於該國西南部文尼察州，由海辛區負責管轄，面積0.04平方公里，海拔高度189米，2001年人口94，人口密度每平方公里2,350人。